# Feliks Złotnicki
Feliks Złotnicki herbu Prawdzic – podowjewoda sieradzki, łowczy szadkowski w latach 1765-1780.
Poseł na sejm 1778 roku z województwa sieradzkiego.